# Amblin Entertainment
Amblin Entertainment, Inc. – amerykańskie niezależne przedsiębiorstwo zajmujące się produkcją filmów, założone w 1980 roku przez reżysera Stevena Spielberga i producentów filmowych, Kathleen Kennedy i Franka Marshalla. Siedziba przedsiębiorstwa mieści się w Bungalow 477 na zapleczu Universal Studios w Universal City, w Kalifornii. Firma dystrybuuje wszystkie filmy Amblin Partners pod szyldem Amblin Entertainment.

## Historia
Nazwa Amblin pochodzi od pierwszego komercyjnego filmu Spielberga, Amblin’ z 1968 roku, krótkiego, niezależnego filmu o mężczyźnie i kobiecie podróżujących autostopem przez pustynię. Film, którego produkcja kosztowała 15 000 dolarów, został przedstawiony Universal Studios i zdobył dla Spielberga więcej angaży reżyserskich.
Chociaż Amblin jest niezależną firmą produkcyjną, Universal dystrybuuje wiele produkcji Amblina, a Amblin działa w budynku na parceli Universal.
Logo firmy przedstawia sylwetkę E.T. jadącego w koszu na rowerze Elliotta, lecącego przed księżycem (jest to znany kadr z filmu z 1982 roku, E.T.).
Amblin Entertainment po raz pierwszy wyprodukowało swój film Kontynentalne podziały w 1981 roku, a Steven Spielberg był producentem wykonawczym. Założyciele Amblin, Steven Spielberg i Frank Marshall, zwrócili uwagę producenta filmowego Metro-Goldwyn-Mayer w 1982 roku, z którym obaj wyprodukowali film Duch, w reżyserii Tobe’a Hoopera. W tym samym czasie Kathleen Kennedy, kolejna współzałożycielka Amblin, wyprodukowała film E.T., który okazał się najbardziej kasowym filmem roku. W 1983 roku powstał film Strefa mroku. Kolejnymi produkcjami Amblin, zaliczanymi do najbardziej udanych, były Gremliny rozrabiają, Kto wrobił królika Rogera? oraz trylogia Powrót do przyszłości.
W 1989 roku firma podpisała umowę Turner Network Television na produkcję filmów telewizyjnych. W tym samym roku powstał Amblimation, oddział Amblin zajmujący się tworzeniem filmów animowanych. Został on zlikwidowany w 1997 roku.
W 1991 roku partner-założyciel Frank Marshall opuścił firmę po 10 latach. W następnym roku firmę opuściła Kathleen Kennedy.
W 1992 roku uruchomiono Amblin Imaging, studio specjalizujące się w efektach wizualnych, było kierowane przez pioniera efektów wizualnych Johna Grossa. Zostało zamknięte w 1995 roku.
W 1993 roku do Amblin dołączyli Walter Parkes i Laurie MacDonald.
21 czerwca 2021 roku Amblin zawarła kontrakt z platformą Netflix na produkcję niektórych nowych filmów fabularnych.

## Produkcja filmowa

### Krótkie filmy
- Tarapaty taty łaty (1989)
- Roller Coaster Rabbit (1990)
- Trail Mix-Up (1993)
- I’m Mad; Animaniacy (1994)

### Direct-to-video
- Przygody Animków – Wakacyjne szaleństwo (1992)
- Animaniacy: Życzenie Wakko (1999)

## Atrakcje w parkach rozrywki
Chociaż Amblin nigdy nie miało własnego parku rozrywki, parki rozrywki tworzyły atrakcje inspirowane filmami i koprodukcjami Amblin:
- Back to the Future... The Ride – symulator jazdy w Universal Studios Japan. Istniał także w Universal Studios Florida i Universal Studios Hollywood.
- Gremlins Invasion, przejażdżka w Warner Bros. Movie World i Warner Bros. Movie World Germany.
- Jurassic Park: The Ride – wodna przejażdżka w Universal Studios Hollywood.
- Men in Black: Alien Attack – mroczna przejażdżka w Universal Studios Florida.
- Roger Rabbit's Car Toon Spin – mroczna przejażdżka w Mickey’s Toontown, krainie w Disneylandzie i Tokyo Disneyland.
- Twister... Ride it Out – symulator jazdy w Universal Studios Florida.
- E.T. Adventure – mroczna przejażdżka w Universal Studios Florida. Istniała także w Universal Studios Hollywood i Universal Studios Japan.